# Квинт Сервилий Пудент
Квинт Сервилий Пудент (на латински: Quintus Servilius Pudens) e политик и сенатор на Римската империя през 2 век и зет на Луций Елий.

## Биография
Произлиза от фамилията Сервилии от Африка.
Пудент е женен за Цейония Плавция, дъщеря на император Луций Елий Цезар и Авидия Плавция. Той е баща на Сервилия (* 145), която се омъжва за Юний Лициний Балб (* 140) и става майка на Юний Лициний Балб (180 – 238), който става суфектконсул и се жени за Антония Гордиана, дъщеря на император Гордиан I и сестра на Гордиан II.
През 166 г. Пудент е редовен консул заедно с Луций Фуфидий Полион. През 180 г. е проконсул на Африка.